# Tridentifrons
Tridentifrons là một chi bướm đêm thuộc họ Noctuidae.

## Các loài
- Tridentifrons insularis Warren, 1912